# Taeniaptera plaitibia
Taeniaptera plaitibia är en tvåvingeart som beskrevs av Günther Enderlein 1922. Taeniaptera plaitibia ingår i släktet Taeniaptera och familjen skridflugor. Inga underarter finns listade i Catalogue of Life.